# Sapakana
Die Sapakana ist eine Keule aus der Region Guayana.

## Beschreibung
Die Sapakana hat einen paddelförmigen Schlagkopf. Der Schlagkopf ist flach ausgearbeitet und hat scharf geschliffene Kanten. Der Schaft ist rund und am Ende angespitzt. Die Sapanaka ist aus einem schweren Holz gefertigt und hat ein für ihre Größe ungewöhnlich hohes Gewicht. Die Sapakana wird von Ethnien in Guayana benutzt.